# ژوزه فونسکا ئی کوستا
ژوزه فونسکا ئی کوستا (پرتغالی: José Fonseca e Costa؛ ‏ ۲۷ ژوئن ۱۹۳۳ – ۱ نوامبر ۲۰۱۵) نویسنده، بازیگر، کارگردان فیلم، فیلم‌نامه‌نویس و تدوین‌گر اهل پرتغال بود. وی بین سال‌های ۱۹۶۴ تا ۲۰۰۹ میلادی فعالیت می‌کرد. وی مدتی دستیار میکل‌آنجلو آنتونیونی بود و بعدها در دههٔ ۱۹۶۰ میلادی یکی از رهبران جنبش سینمای نوین پرتغال شد.
از فیلم‌ها یا مجموعه‌های تلویزیونی که وی در آن‌ها نقش داشته است، می‌توان به ناپلئون اشاره نمود.